# Сходненская чаша

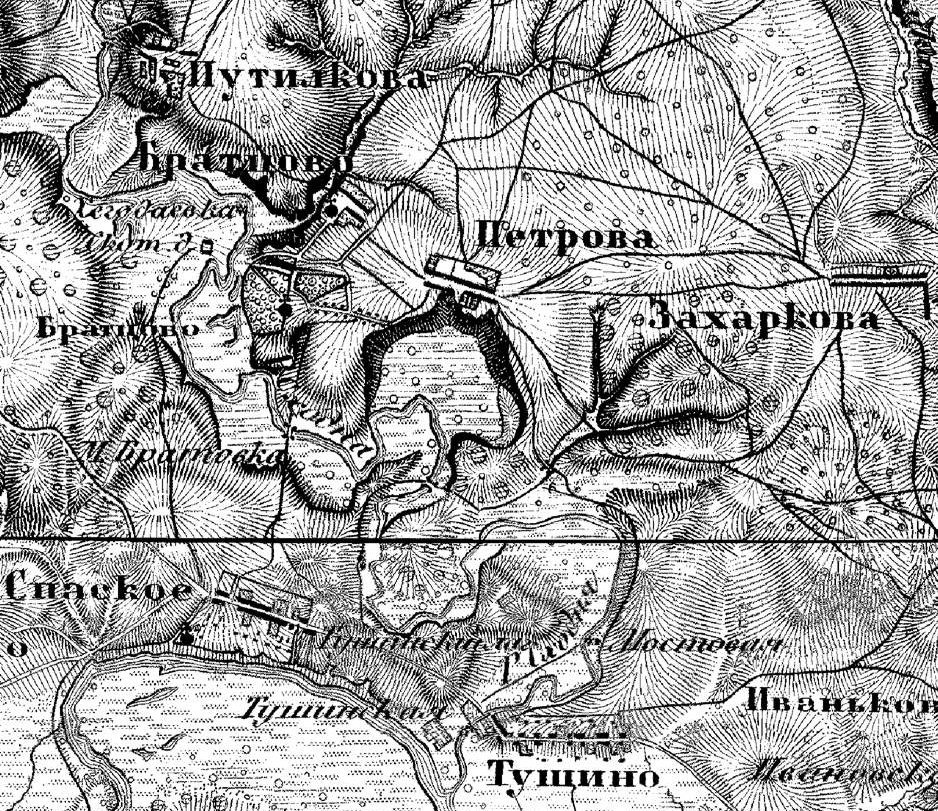
Сходненский ковш на карте Шуберта 1860 года.

«Сходненская чаша» — памятник природы, часть московского природного парка «Тушинский».
«Чаша» («ковш») представляет собой «амфитеатр» с оползневым рельефом вокруг болотистой поймы реки Сходни. Сходненская чаша расположена на территории района Южное Тушино Северо-Западного административного округа Москвы. С трёх сторон «Чаша» ограничена высокими крутыми коренными берегами, в южной части находится петля русла Сходни. Диаметр «Чаши» по бровке склонов до 1 км, глубина около 40 м, площадь около 75 га или 107 га по другим источникам, во втором случае чаша является третьим по величине памятником природы в Москве (больше только Щукинский полуостров — 450 га, Серебряноборская терраса — 300 га).
Чаша образована в послеледниковый период, когда более полноводная Сходня протекала у нынешней верхней кромки обрыва. С течением времени русло реки углублялось, отступая в южном направлении под давлением коренных пород, пока несколько обмелевшая река не оказалась на дне промоины.
Территория чаши ограничена с севера бульваром Яна Райниса, с востока — проездом Донелайтиса, с юго-запада — Фабричным проездом, и северо-запада — Светлогорским проездом. В южной части парка, на правом берегу Сходни расположен стадион «Труд», относящийся к Тушинской чулочной фабрике (до 1929 года завод «Проводник»).
Ближайшие транспортные узлы: метро Сходненская, железнодорожная платформа Трикотажная.

## Биологическое разнообразие
Склоны чаши покрыты смешанной растительностью: берёзы, ясеня, клёна, тополя по склону; есть осина, дуб, вяз, рябина и др. У русла реки: пойменные ракитники, обширное осоково-рогозовое болото с трёхлистной вахтой, хвощом, многоколосковой пушицей, зарослями мелких ив и небольшими болотинами.
На территории парка гнездятся: камышница, камышовка-барсучок, соловей, варакушка, обыкновенная овсянка и др.
В конце XX века на территории чаши можно было встретить следующие виды животных, занесённые в Красную книгу Москвы: остромордая лягушка, обыкновенный тритон, живородящая ящерица, обыкновенный уж, ласка, заяц-русак; птиц — бекас, камышница, луговой конёк. В 2004 году зайцев и ласок уже нельзя было обнаружить, одной из причин их исчезновения защитники животных называют бродячих собак
В конце XX века чаша была местом остановки стай перелётных птиц (уток, куликов) во время весеннего пролёта.

## История
По берегам реки Сходни находят следы поселений человека разумного времён каменного века, палеолита: кости первобытного быка, мускусного овцебыка и северного оленя.
В Тушинской чаше, на берегах Сходни, при раскопках найдена сходненская черепная крышка, относящаяся к эпохе верхнего палеолита. В чаше также находится Тушинское городище раннего железного века (Дьяковская культура), исследованное в 1927 году археологом К. Я. Виноградовым Рядом с городищем находился курганный могильник XI—XIII веков.
Здесь проходил древний торговый путь, действовавший, вероятно, с I тысячелетия до н. э. по XIII век н. э. Путь связывал Москву с Владимиром и Суздалем. По реке Сходне (иначе Всходне, Входне) суда поднимались вверх по течению (всходили, входили) до волока у села Черкизово, а затем перетаскивались на Клязьму, обратно суда спускались (выходили, сходили), откуда и произошло название реки.
В окрестностях чаши были села и деревни: Городище (на месте древнего дьяковского городища), Наумова (вымерла от чумы в 1664 г.), Петрово и Братцево. Две последние деревни просуществовали вплоть до 1980 года.
В 1940-х — 1960-х годах застраивается район Южное Тушино.
С 1970-х годов в Сходненском ковше тренировались дельтапланеристы.
До 1990-х годов склоны чаши использовались под огороды
В 1991 году местности был присвоен статус особо охраняемой природной территории. В июне 1998 года постановлением Правительства Москвы территория парка была включена в комплекс «Природный парк «Тушинский»», имеющий статус особо охраняемых природных территорий.
В 2004 году официальное название «Сходненский ковш, проезд Донелайтиса» было изменено на «Сходненская чаша».

## В культуре
В Сходненской чаше сняты многие эпизоды фильма «Нелюбовь» режиссёра Андрея Звягинцева.

## Галерея

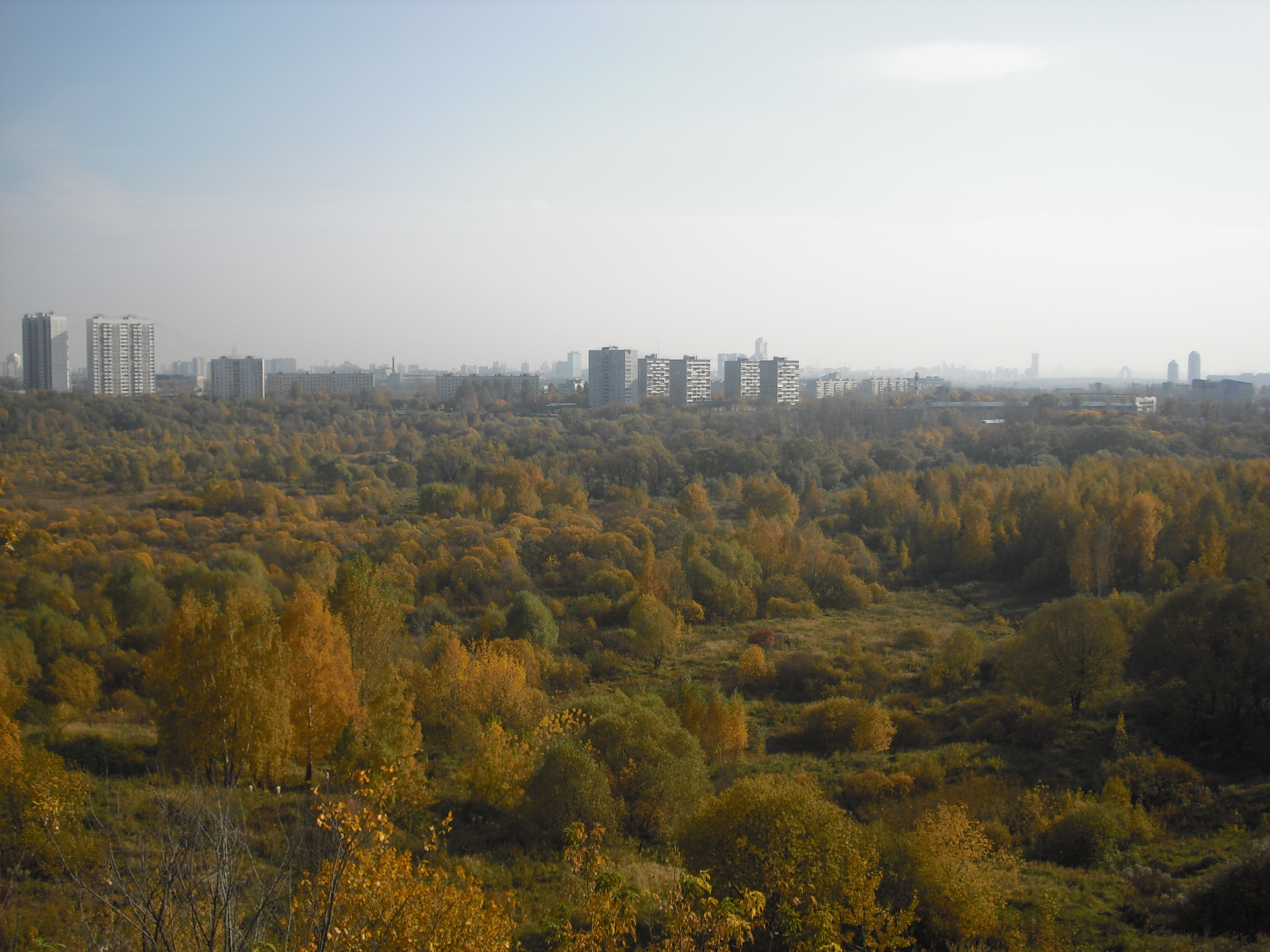
Сходненский ковш. Вид от Петрова
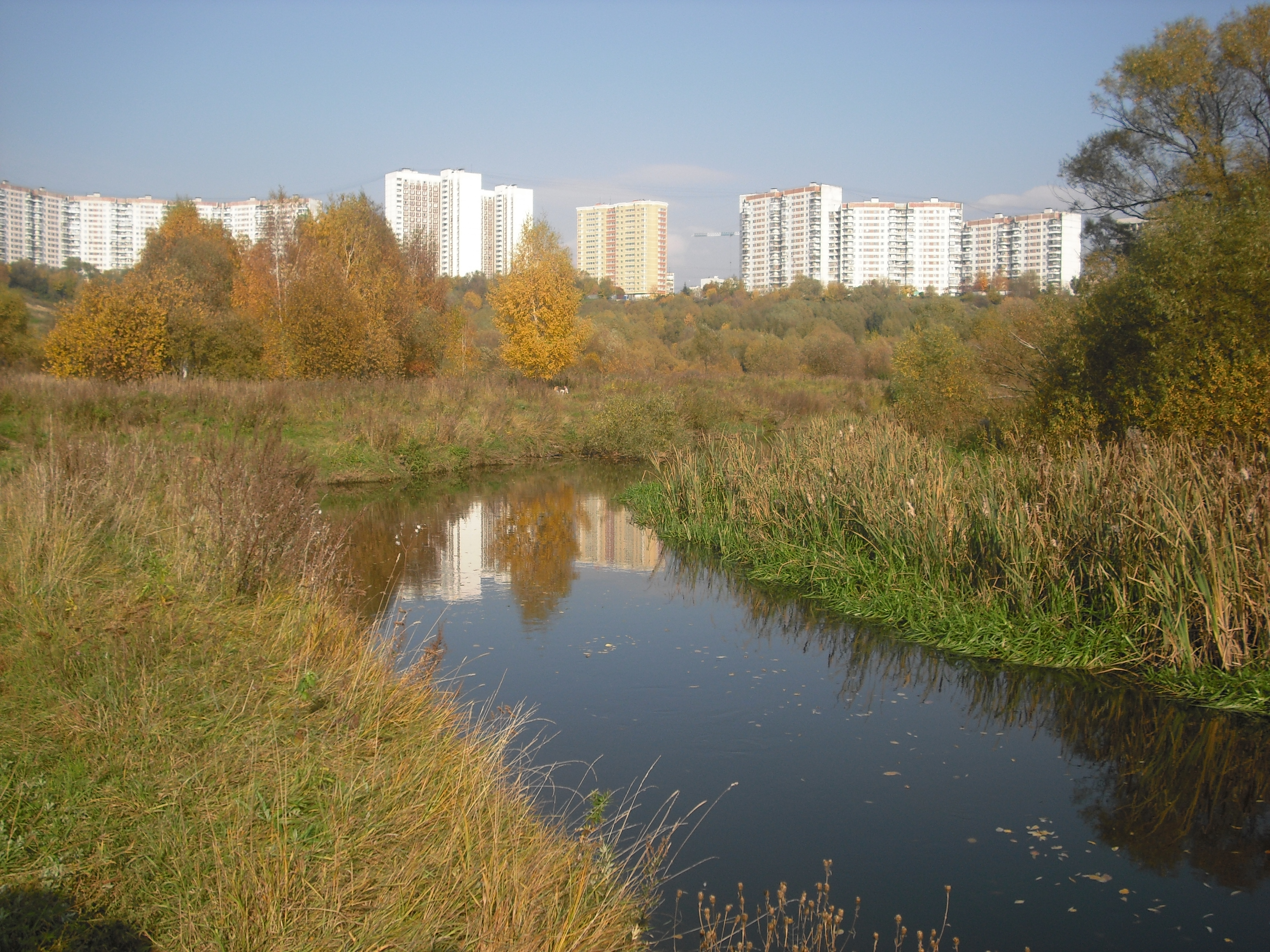
Река Сходня на дне ковша
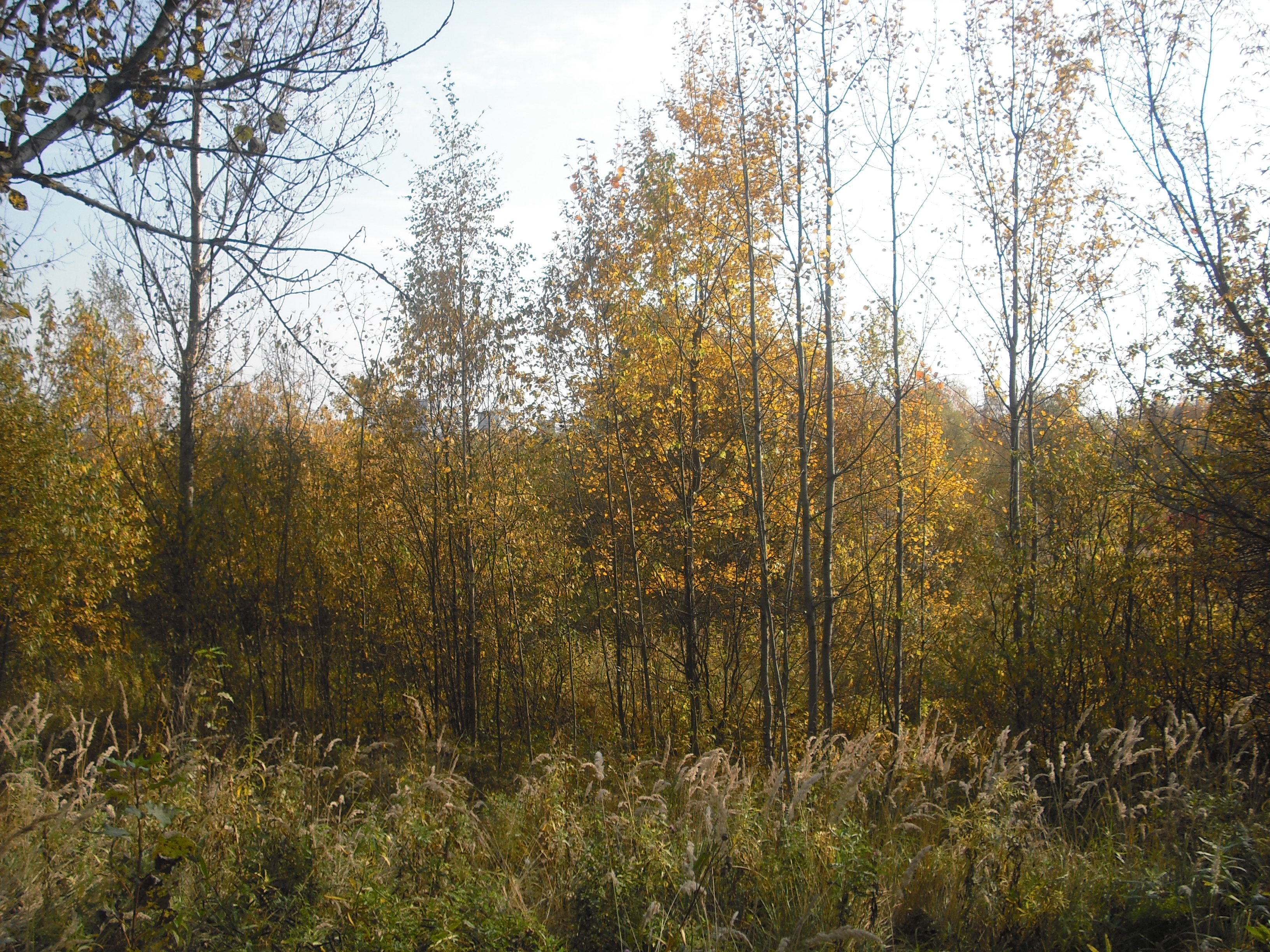